# Gare de Boechout
La gare de Boechout (en néerlandais : station Boechout) est une gare ferroviaire belge de la ligne 15, d'Anvers à Hasselt située sur la commune de Boechout, dans la province d'Anvers en Région flamande.
C'est un point d'arrêt non géré (PANG) de la Société nationale des chemins de fer belges (SNCB) desservi par des trains Suburbains (S33), Omnibus (L) et d'Heure de pointe (P).

## Service des voyageurs

### Accueil
Depuis la fermeture des guichets, c'est un point d'arrêt non géré (PANG) à accès libre. L'achat des tickets s'effectue via un automate de vente. Un parking pour les voitures et une aire de parcage pour les vélos se trouvent à proximité.
La traversée des voies s'effectue par le passage à niveau.

### Desserte
Boechout est desservie par des trains Suburbains (S33), Omnibus (L) et d'Heure de pointe (P) de la SNCB circulant sur la ligne commerciale 15 : Anvers - Lierre - Mol - Hasselt (voir brochure SNCB de la ligne 15).
En semaine, la desserte est constituée de deux relations cadencées à l'heure : des trains de la ligne S33 du réseau S anversois circulant entre Anvers-Central et Mol ; des trains L reliant Anvers-Central à Louvain, via Aarschot. Plusieurs trains supplémentaires desservent également la gare en heure de pointe : deux trains IC-10 reliant Anvers-Central à Mol, très tard le soir (les autres passent sans s’arrêter) ; trois trains P de Aarschot à Anvers-Central (le matin, dans l’autre sens l’après-midi) ; un unique train P de Louvain à Anvers-Central via Aarschot (le matin). Les week-end et jours fériés, la gare est seulement desservie par les trains L Anvers-Central - Louvain (toutes les heures).

## Comptage voyageurs
Ce graphique et tableau montre le nombre de voyageurs embarquant en moyenne durant la semaine, le samedi et le dimanche.
| Nombre de passagers qui embarquent à la gare de Boechout | Nombre de passagers qui embarquent à la gare de Boechout | Nombre de passagers qui embarquent à la gare de Boechout | Nombre de passagers qui embarquent à la gare de Boechout |
|                                                          | Semaine                                                  | Samedi                                                   | Dimanche                                                 |
| -------------------------------------------------------- | -------------------------------------------------------- | -------------------------------------------------------- | -------------------------------------------------------- |
| 1977                                                     | 234                                                      | 28                                                       | 10                                                       |
| 1978                                                     | 243                                                      | 8                                                        | 15                                                       |
| 1979                                                     | 244                                                      | 35                                                       | 18                                                       |
| 1980                                                     | 215                                                      | 13                                                       | 20                                                       |
| 1981                                                     | 306                                                      | 73                                                       | 57                                                       |
| 1982                                                     | 283                                                      | 81                                                       | 63                                                       |
| 1983                                                     | 296                                                      | 103                                                      | 84                                                       |
| 1984                                                     | 286                                                      | 77                                                       | 76                                                       |
| 1985                                                     | 257                                                      | 100                                                      | 95                                                       |
| 1986                                                     | 331                                                      | 79                                                       | 70                                                       |
| 1987                                                     | 264                                                      | 85                                                       | 48                                                       |
| 1988                                                     | 335                                                      | 90                                                       | 85                                                       |
| 1989                                                     | 267                                                      | 112                                                      | 82                                                       |
| 1990                                                     | 344                                                      | 105                                                      | 74                                                       |
| 1991                                                     | 337                                                      | 111                                                      | 89                                                       |
| 1992                                                     | 326                                                      | 123                                                      | 96                                                       |
| 1993                                                     | 333                                                      | 133                                                      | 120                                                      |
| 1994                                                     | 303                                                      | 117                                                      | 83                                                       |
| 1995                                                     | 289                                                      | 92                                                       | 103                                                      |
| 1996                                                     | 338                                                      | 86                                                       | 105                                                      |
| 1997                                                     | 343                                                      | 105                                                      | 85                                                       |
| 1998                                                     | 238                                                      | 78                                                       | 60                                                       |
| 1999                                                     | 203                                                      | 84                                                       | 89                                                       |
| 2000                                                     | 253                                                      | 71                                                       | 90                                                       |
| 2001                                                     | 186                                                      | 65                                                       | 61                                                       |
| 2002                                                     | 221                                                      | 74                                                       | 96                                                       |
| 2003                                                     | 216                                                      | 78                                                       | 96                                                       |
| 2004                                                     | 337                                                      | 118                                                      | 155                                                      |
| 2005                                                     | 322                                                      | 90                                                       | 108                                                      |
| 2006                                                     | 350                                                      | 158                                                      | 144                                                      |
| 2007                                                     | 388                                                      | 106                                                      | 162                                                      |
| 2008                                                     | -                                                        | -                                                        | -                                                        |
| 2009                                                     | 434                                                      | 150                                                      | 151                                                      |
| 2010                                                     | -                                                        | -                                                        | -                                                        |
| 2011                                                     | -                                                        | -                                                        | -                                                        |
| 2012                                                     | 490                                                      | 141                                                      | 166                                                      |
| 2013                                                     | 540                                                      | 116                                                      | 176                                                      |
| 2014                                                     | 467                                                      | 126                                                      | 158                                                      |
| 2015                                                     | 472                                                      | 109                                                      | 137                                                      |
| 2016                                                     | 474                                                      | 170                                                      | 171                                                      |
| 2017                                                     | 447                                                      | 124                                                      | 193                                                      |
| 2018                                                     | 486                                                      | 164                                                      | 172                                                      |
| 2019                                                     | 424                                                      | 143                                                      | 186                                                      |
| 2020                                                     | 380                                                      | 125                                                      | 92                                                       |
| 2021                                                     | -                                                        | -                                                        | -                                                        |
| 2022                                                     | 578                                                      | 177                                                      | 231                                                      |
| 2023                                                     | 492                                                      | 186                                                      | 180                                                      |
| 2024                                                     | 533                                                      | 188                                                      | 158                                                      |

## Patrimoine ferroviaire

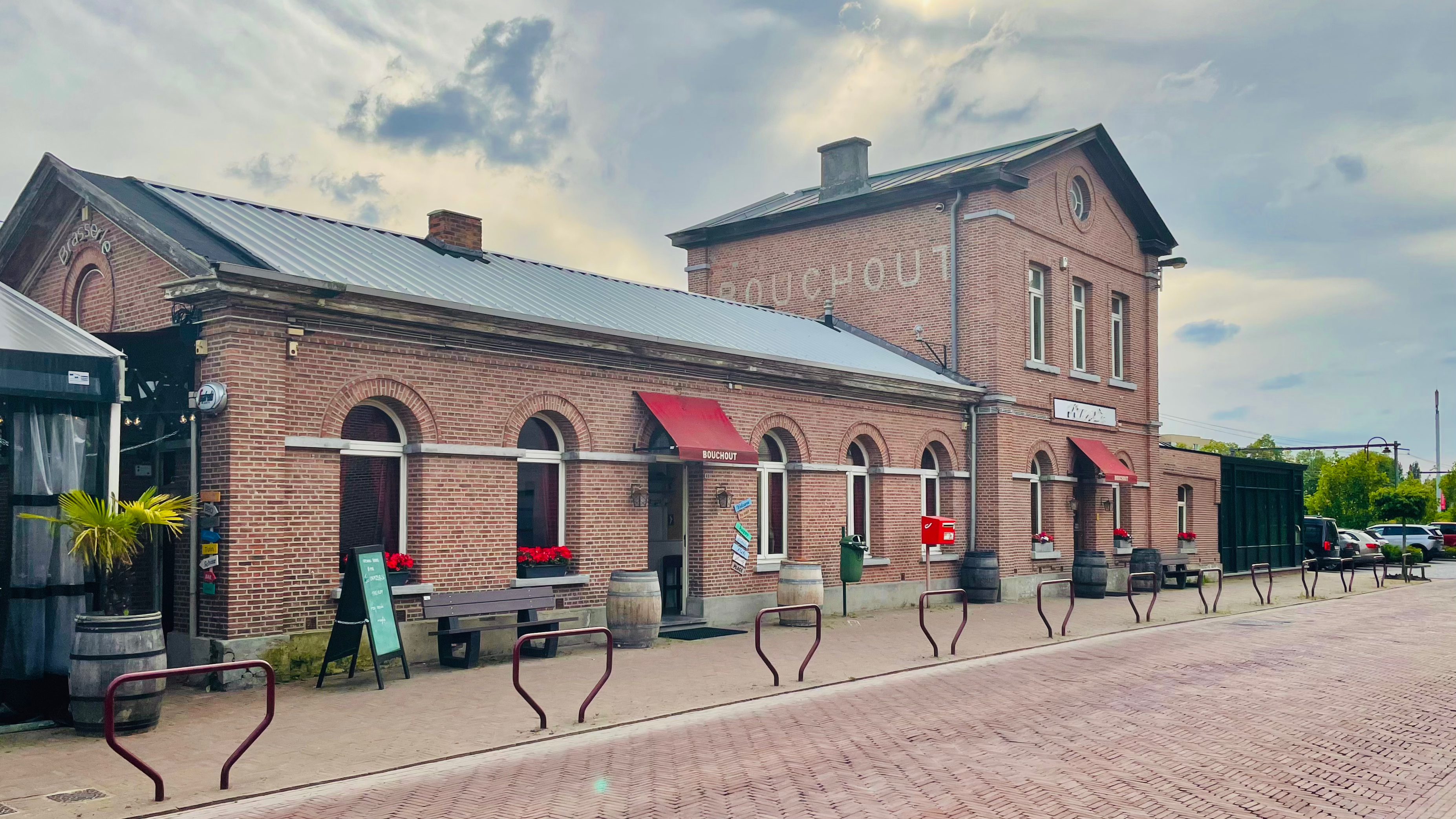
Restaurant dans le bâtiment de la gare.

L’ancien bâtiment de la gare a été reconverti, après sa fermeture, en restaurant italien La vita e bella. Il est classé au patrimoine architectural flamand. Pour sa ligne Anvers - Hasselt (actuelles lignes 15, 16 et 35), le Grand Central Belge édifia un modèle standard de bâtiment des recettes comportant un corps de logis sous toiture transversale avec pignons munis d'un œil-de-bœuf, une petite aile de service ainsi qu'une aile de longueur variable destinée aux guichets, colis et salle(s) d'attente. La gare de Boechout comporte une aile de six travées, disposée à gauche du corps central (contrairement à celle de Zichem). La halle aux marchandises, qui date vraisemblablement du début des années 1920, et se trouve du côté opposé des voies, a également été préservée et restaurée.
Au moins neuf de ces bâtiments ont été construits dans les gares de : Boechout ; Berlaar (détruite par un incendie en 1912) ; Heist-op-den-Berg (démolie et remplacée en 1973) ; Booischot (démolie) ; Testelt (démolie et remplacée en 1982) ; Zichem ; Zelem (fermée et démolie) ; Schulen (démolie et remplacée en 1971) ; et Kermt (fermée et démolie). De nombreuses gares de ce type ont été démolies. La gare de Zichem est, avec celle de Boechout, la seule à avoir survécu.